# Dariusz Kobzdej

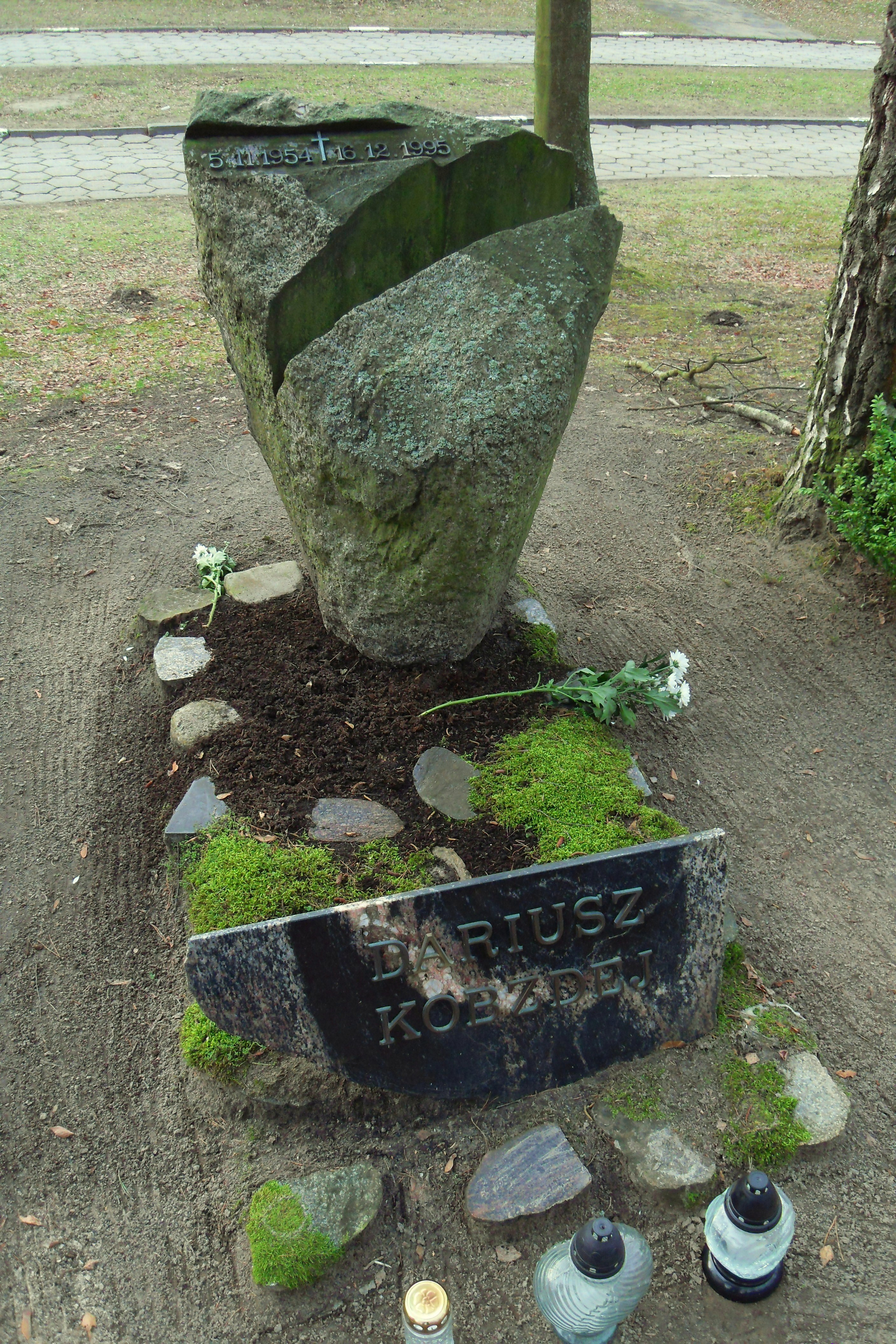
Grób Dariusza Kobzdeja na cmentarzu Srebrzysko w Gdańsku

Dariusz Kobzdej (ur. 5 listopada 1954 w Gdańsku, zm. 16 grudnia 1995 w Gdańsku) – polski działacz opozycyjny, więzień polityczny, lekarz.

## Życiorys
W latach 70. i 80. XX wieku związany był ze Studenckimi Komitetami Solidarności, Ruchem Obrony Praw Człowieka i Obywatela, Ruchem Młodej Polski i z NSZZ Solidarność. Przewodniczący Ogólnopolskiego Komitetu Obrony Więzionych za Przekonania.
Absolwent I Liceum Ogólnokształcącego w Gdańsku. W 1979 ukończył studia na Akademii Medycznej w Gdańsku. W latach 1979–1980 pracował w szpitalu w Wejherowie, 1980–1982 w szpitalu gdańskiej Akademii Medycznej, 1983–1995 w szpitalu w Gdyni-Redłowie.
Od 1977 do 1979 działacz ROPCiO. Po 1979 członek nieformalnego kierownictwa gdańskiego środowiska RMP. Uczestnik licznych manifestacji, wielokrotnie zatrzymywany i szykanowany przez SB. W maju 1980 uwięziony na 3 miesiące, rozpoczął głodówkę protestacyjną. Spontanicznie zorganizowana w jego obronie akcja spowodowała, że stał się jednym z najbardziej znanych działaczy RMP. W sierpniu 1980 aktywny uczestnik pierwszych dni strajku w Stoczni Gdańskiej im Lenina. Od 1981 przewodniczący regionalnego Komitetu Obrony Więzionych za Przekonania w Gdańsku, przewodniczący ogólnopolskiego KOWzP. Od 13 grudnia 1981 do końca 1982 ukrywał się. Członek założyciel Klubu Myśli Politycznej im. Konstytucji 3 Maja w Gdańsku, w 1987 – Gdańskiego Klubu Politycznego im. Lecha Bądkowskiego. Po 1989 był zaangażowany w działalność społeczną (m.in. organizował pomoc humanitarną dla Ukrainy).
Zmarł wskutek zapalenia płuc. Pochowany na Cmentarzu Srebrzysko w Gdańsku (rejon I, taras I, grób 25).
W 1995 za wybitne zasługi w działalności na rzecz przemian demokratycznych w Polsce oraz za osiągnięcia w pracy zawodowej został pośmiertnie odznaczony Krzyżem Oficerskim Orderu Odrodzenia Polski.
Był mężem z Danuty (ur. 1959) z domu Czarlewskiej, siostry Sławomira Czarlewskiego, wnuczki pracownika Poczty Polskiej w Wolnym Mieście Gdańsku Floriana Nitki, zamordowanego w  obozie Stutthof.
Jego nazwiskiem nazwano skwer (→Plac Kobzdeja) pomiędzy Targiem Drzewnym, Podwalem Staromiejskim i murami obronnymi Głównego Miasta w Gdańsku.